# ウタノワ
『ウタノワ』は、柳原陽一郎の3作目のスタジオ・アルバム。2001年9月25日にヴァーゴミュージックから発売された。

## 概要
前作『長いお別れ』より約3年ぶりのリリース。品番は「VME-0005」。パッケージではアーティスト名義が「ヤナギハラヨウイチロー」と表記されている。
柳原のアルバムとしては初のセルフ・プロデュースによる作品。レコーディングにはかなり時間がかかったと柳原は語っている。
ヴァーゴミュージックのホームページでの購入特典として「子供がボールをとりにくる」が収録されたCD-Rが付属された。
一時的に廃盤となっていたが、2013年1月18日に次作『ONE TAKE OK!』とともに再発売された。なお、オリジナル盤がヴァーゴミュージックからの発売であったのに対し、再発盤は柳原のプライベートレーベル「SWEETS DELI RECORDS」からの発売となり、品番も「SDR-005」に変更された。オリジナルの収録曲にボーナストラックとして「子供がボールをとりにくる」とデモ音源4曲追加収録された。

## 収録曲
| 全作詞・作曲: 柳原陽一郎。 |                      |            |            |      |
| #                          | タイトル             | 作詞       | 作曲・編曲 | 時間 |
| 1.                         | 「きみの重さ」       | 柳原陽一郎 | 柳原陽一郎 | 4:11 |
| 2.                         | 「風博士」           | 柳原陽一郎 | 柳原陽一郎 | 3:45 |
| 3.                         | 「マフラー」         | 柳原陽一郎 | 柳原陽一郎 | 4:08 |
| 4.                         | 「流れてゆこう」     | 柳原陽一郎 | 柳原陽一郎 | 4:11 |
| 5.                         | 「航海日誌」         | 柳原陽一郎 | 柳原陽一郎 | 5:08 |
| 6.                         | 「お茶の時間」       | 柳原陽一郎 | 柳原陽一郎 | 4:17 |
| 7.                         | 「おもひで小道」     | 柳原陽一郎 | 柳原陽一郎 | 5:30 |
| 8.                         | 「ハニー・ムーン」   | 柳原陽一郎 | 柳原陽一郎 | 4:49 |
| 9.                         | 「光のあたる場所へ」 | 柳原陽一郎 | 柳原陽一郎 | 3:58 |
| 10.                        | 「ホーベン」         | 柳原陽一郎 | 柳原陽一郎 | 4:45 |
| 11.                        | 「小さき人」         | 柳原陽一郎 | 柳原陽一郎 | 4:24 |
| 合計時間:                  | 合計時間:            | 49:06      |            |      |

| #         | タイトル                     | 作詞・作曲 | 時間 |
| --------- | ---------------------------- | ---------- | ---- |
| 1.        | 「子供がボールをとりにくる」 | 柳原陽一郎 | 4:37 |
| 合計時間: | 合計時間:                    | 合計時間:  | 4:37 |

| #         | タイトル                        | 作詞  | 作曲・編曲 | 時間 |
| --------- | ------------------------------- | ----- | ---------- | ---- |
| 12.       | 「子供がボールをとりにくる」    |       |            | 4:37 |
| 13.       | 「きみの重さ」(Solo demo)       |       |            | 4:27 |
| 14.       | 「風博士」(Solo demo)           |       |            | 3:49 |
| 15.       | 「流れてゆこう」(Solo demo)     |       |            | 4:28 |
| 16.       | 「光のあたる場所へ」(Solo demo) |       |            | 3:30 |
| 合計時間: | 合計時間:                       | 69:54 |            |      |

## 曲の解説
1. きみの重さ
再発盤にボーナス・トラックとして、アコースティック・ギターでの弾き語りと多重録音によるコーラスで構成されたデモ音源が収録された。歌詞がリリースされたものとは一部異なる。
2. 風博士
再発盤にボーナス・トラックとしてデモ音源が収録された。歌詞がリリースされたものとは一部異なる。
3. マフラー
ファンク調の楽曲。
4. 流れてゆこう
再発盤にボーナス・トラックとしてデモ音源が収録された。歌詞がリリースされたものとは一部異なるほか、完成版でカットされた歌詞も歌われている。
5. 航海日誌
バラードナンバー。コーラスで河井英里が参加[2]。
ベスト・アルバム『もっけの幸い』にも収録されている。
6. お茶の時間
7. おもひで小道
バラードナンバー。柳原のボーカルとピアノ以外は打ち込みで構成されている。
8. ハニー・ムーン
ラテン調の楽曲。
2021年に発売されたアルバム『GOOD DAYS』には、ピアノによる弾き語りバージョンが収録された[3]。
9. 光のあたる場所へ
再発盤にボーナス・トラックとしてデモ音源が収録された。アコースティック・ギターでの弾き語りで、歌詞がリリースされたものとは一部異なるほか、キーも低い。
10. ホーベン
ピアノの弾き語りから始まる曲[4]。歌詞にある「山暮しもそろそろおしまい」の部分は、柳原がミュージックシーケンサーを用いて制作活動を行っていた時期を茶化したもの[1]。演奏について柳原は「演奏がラウドにならないように、解散寸前の仲の悪いバンドっぽく演奏することを指示した」と語っている。曲中のスライドギターは菅原弘明によるもの[2]。
ベスト・アルバム『もっけの幸い』にも収録されており、同作発売を記念して本作に乗せて未公開映像を中心に編集したダイジェスト映像が、YouTubeのSWEETS DELI RECORDS公式チャンネルで公開されていた。
11. 小さき人
12. 子供がボールをとりにくる
ヴァーゴミュージック購入者特典CD-R収録曲。再発盤ではボーナス・トラックとして収録された。

## 参加ミュージシャン
- 柳原陽一郎：Vocals, Backing Vocals, Acoustic Guitar, Electric Guitar, Keyboard, Accordion, Pianica, Tambourine, Harmonica
- 菅原弘明：Electric Guitar（＃1,2,3,4,9,10）, Programming（＃7）
- 小関純匡：Drums（＃5,6,7を除く）, Tambourine（＃5）, Percussion（＃8）
- かわいしのぶ：Bass（＃7を除く）, Backing Vocals（＃2,3,6,9）
- 鈴木祥子：Drums（＃5,6）, Backing Vocals（＃6）
- 中島オバヲ：Percussion（＃8）
- 桃野未琴：Backing Vocals（＃1,11）
- 河井英里：Backing Vocals（＃5）